# Alta Floresta (microregio)
Alta Floresta is een van de 22 microregio's van de Braziliaanse deelstaat Mato Grosso. Zij ligt in de mesoregio Norte Mato-Grossense en grenst aan de deelstaten Pará in het noorden en Amazonas in het noordwesten en de microregio's Aripuanã in het westen, Arinos in het zuiden en Colíder in het zuidoosten. De microregio heeft een oppervlakte van ca. 52.590 km². Midden 2004 werd het inwoneraantal geschat op 90.109.
Zes gemeenten behoren tot deze microregio:
- Alta Floresta
- Apiacás
- Carlinda
- Nova Bandeirantes
- Nova Monte Verde
- Paranaíta

Mesoregio's: Centro-Sul Mato-Grossense · Nordeste Mato-Grossense · Norte Mato-Grossense · Sudeste Mato-Grossense · Sudoeste Mato-Grossense

Microregio's: Alta Floresta · Alto Araguaia · Alto Guaporé · Alto Pantanal · Alto Paraguai · Alto Teles Pires · Arinos · Aripuanã · Canarana · Colíder · Cuiabá · Jauru · Médio Araguaia · Norte Araguaia · Paranatinga · Parecis · Primavera do Leste · Rondonópolis · Rosário Oeste · Sinop · Tangará da Serra · Tesouro